# Saint-Paul-Trois-Châteaux
Saint-Paul-Trois-Châteaux è un comune francese di 9 097 abitanti situato nel dipartimento della Drôme della regione dell'Alvernia-Rodano-Alpi.

## Storia e monumenti
Saint-Paul-Trois-Châteaux conosciuta dall'età del bronzo, fu la capitale dei Galli Tricastini (vedi Tricastin) chiamata Noviomagus e divenne poi Augusta Tricastinorum sotto il regno di Augusto e successivamente Colonia Flavia Tricastinorum . Fu sede episcopale dagli inizi del VI secolo e si trasformò alla fine del XII secolo in una città cinta da mura con un castello distrutto nel corso della Rivoluzione francese. Rimangono di questo periodo: la cattedrale,  uno dei monumenti più importanti della seconda fase del Romanico in Provenza, con importanti mosaici del XII secolo raffiguranti la Gerusalemme celeste e i simboli degli evangelisti; la chiesa di Saint-Jean, costruita in occasione della donazione ai Templari nel 1136 e una piccola casa donata dal Canonico Willelmus Graneti e da suo fratello Petrus (Granet-Granetto) nel 1180 ai cavalieri del Tempio. Molto interessante è anche "la Salle de l'Archidiacre", sede del Museo archeologico, dove vengono allestite mostre sulla storia della città.

## Società

### Evoluzione demografica
Abitanti censiti

## Amministrazione

### Gemellaggi
- Trecate  Italia